# Egyiptomi menyét
Az egyiptomi menyét (Mustela nivalis subpalmata) az emlősök (Mammalia) osztályába, a ragadozók (Carnivora) rendjébe, a kutyaalkatúak (Caniformia) alrendjébe és a menyétfélék (Mustelidae) családjába tartozó eurázsiai menyét (Mustela nivalis) Észak-Egyiptomban előforduló alfaja. Korábban önálló fajnak (Mustela subpalmata) tartották.

## Megjelenése
Az egyiptomi menyét valamivel nagyobb az európai menyétnél, a hím teljes hossza 36,1-43,0, míg a nőstényé 32,6-36,9 centiméter hosszú; ebből a farka hímeknél 10,9-12,9 centiméter, nőstényeknél 9,4-11,0 centiméter. Súlya hímeknél 60-130 gramm, nőstényeknél 45-60 gramm. Testalkata a többi menyéthez hasonlóan nagyon karcsú, teste hosszú, lábai rövidek. Feje viszonylag kicsi, széles pofával és kicsi fülekkel. Háta, feje, lábai és farka sötétbarna, torka és hasa fehér vagy törtfehér színű, néha barna foltokkal. Farka vékony, a vége sötét.

## Elterjedése, élőhelye
Elterjedése az alsó Nílus-völgyre (Egyiptom) korlátozódik, délen Bani Szuvajf-ig, északon Alexandria és a Nílus-delta között. Szinte minden élőhelyen, így az emberi településeken vagy azok közvetlen környezetében, esetenként a házakban, járművekben is előfordul.

## Életmódja
Az egyiptomi menyét mindenevő, és jelentős mennyiségű zöldséget és gyümölcsöt, valamint emberi hulladékot és más állatokat, például rágcsálókat, baromfit, madárfiókákat, nyulakat, halakat és rovarokat fogyaszt. A hímek magányosan élnek és nagyon territoriálisak, területük határait vizelettel jelölik. A nőstények időnként a hímek territóriumán jelölik ki saját területüket, ahol egy üregben, fal résében vagy sziklarakásban fészket is kialakíthatnak; a többi nősténytől megvédik a területet.
A szaporodási időszakban a hím és a nőstény hosszabb ideig együtt maradhat, vagy a pár tagjai elválhatnak és újabb párt kereshetnek. A nőstények a fészkükben négy-kilenc kölyköt hozhatnak világra, ha a táplálék megengedi, évente legfeljebb három almot.

## Természetvédelmi helyzete
A Természetvédelmi Világszövetség az egyiptomi menyétet korlátozott elterjedési területe ellenére (jelenleg még önálló fajként) nem fenyegetettként értékeli, mivel nagyon alkalmazkodóképes. A populáció csökkenése és az alfajt érintő jelentős veszély nem ismert. A jövőben azonban potenciális veszélyforrások lehetnek a rágcsálóirtó szerek, a kutyák és a betegségek.

## Rendszertani helyzete
Az eurázsiai menyéttel (Mustela nivalis) való nagy hasonlósága miatt az egyiptomi menyét önálló faji státuszát csak 1992-ben javasolták a koponyájának mérete alapján. Filogenetikai és mitokondriális DNS-vizsgálatok eredményei alapján azonban az egyiptomi menyét az eurázsiai menyét, nevezetesen a Mustela nivalis numidica alfaj elszigetelt populációja, amely a Földközi-tenger partjainak más részein is előfordul, nem pedig külön faj vagy akár alfaj; így a M. n. numidica szinonimájának tekinthető. Az Amerikai Mammalógusok Társasága (American Society of Mammalogists) azóta elismerte, hogy a M. nivalis-szal azonos fajról van szó. Egyesek azonban még mindig külön fajnak tekintik.

## Képek

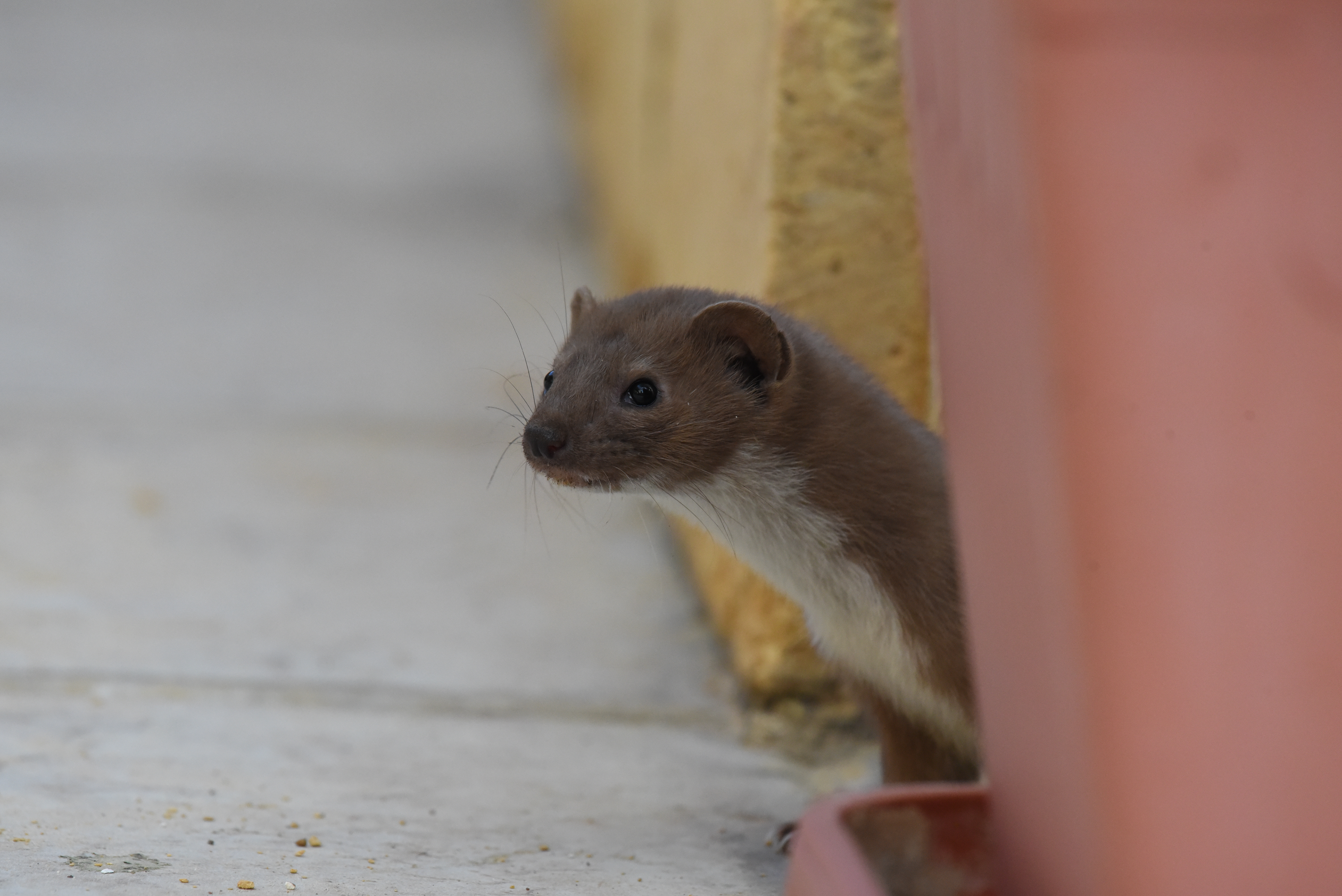
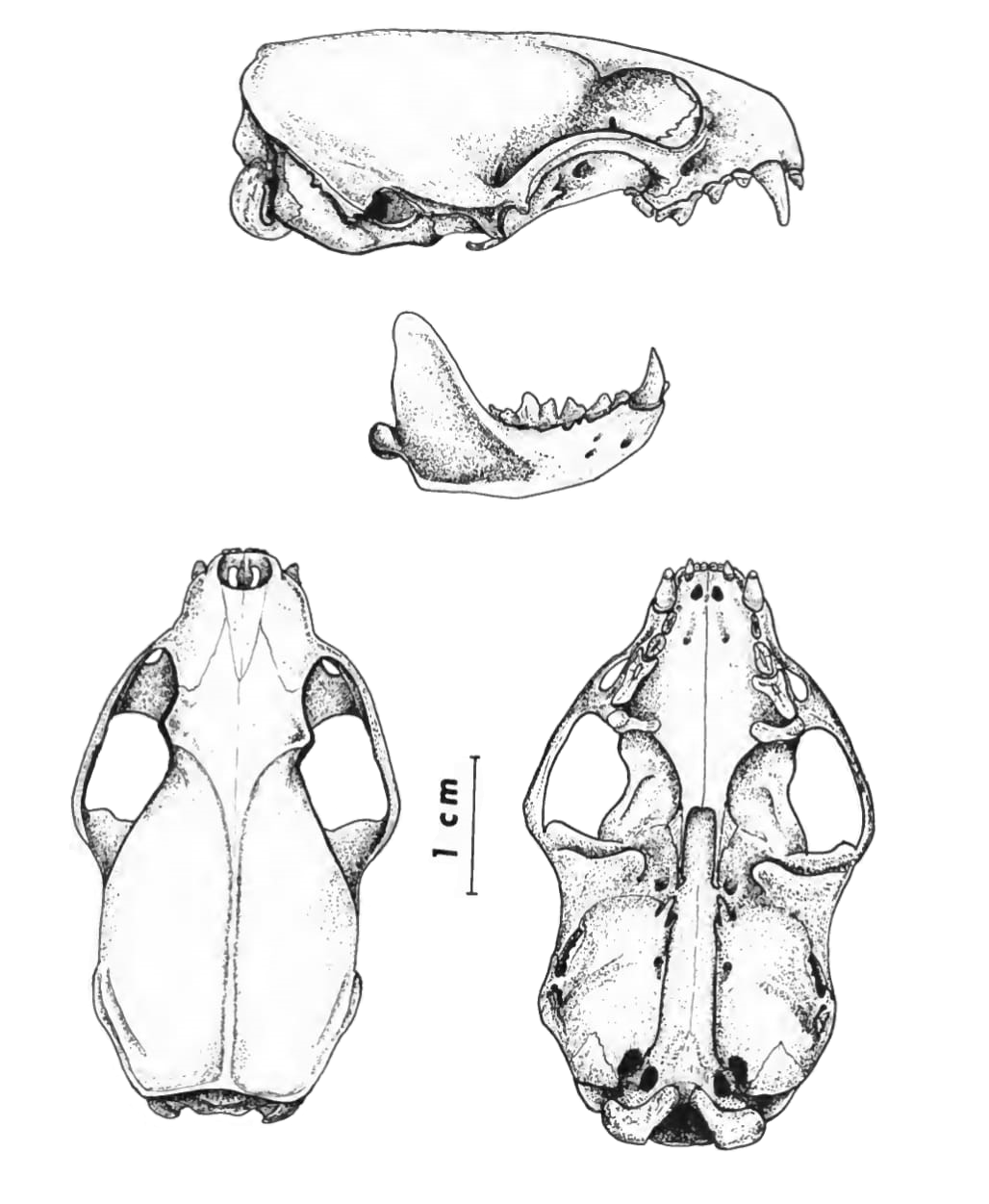
Koponyája
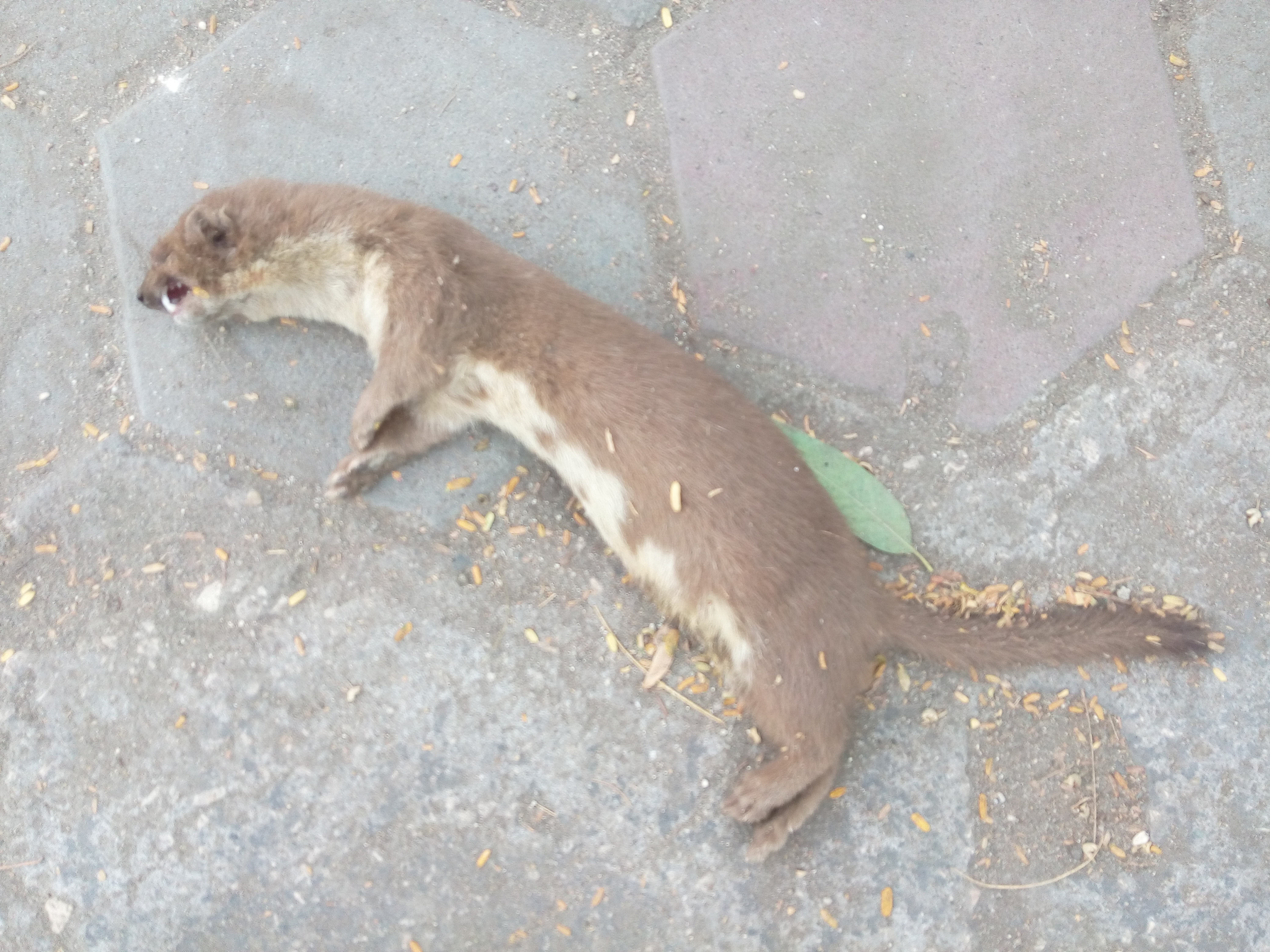
Elpusztult példány

## Fordítás
Ez a szócikk részben vagy egészben  az   Egyptian weasel című angol Wikipédia-szócikk ezen változatának fordításán alapul.  Az eredeti cikk szerkesztőit annak laptörténete sorolja fel. Ez a jelzés csupán a megfogalmazás eredetét és a szerzői jogokat jelzi, nem szolgál a cikkben szereplő információk forrásmegjelöléseként.
Ez a szócikk részben vagy egészben  a(z)   Ägyptisches Wiesel című német Wikipédia-szócikk ezen változatának fordításán alapul.  Az eredeti cikk szerkesztőit annak laptörténete sorolja fel. Ez a jelzés csupán a megfogalmazás eredetét és a szerzői jogokat jelzi, nem szolgál a cikkben szereplő információk forrásmegjelöléseként.